# Selita Ebanks

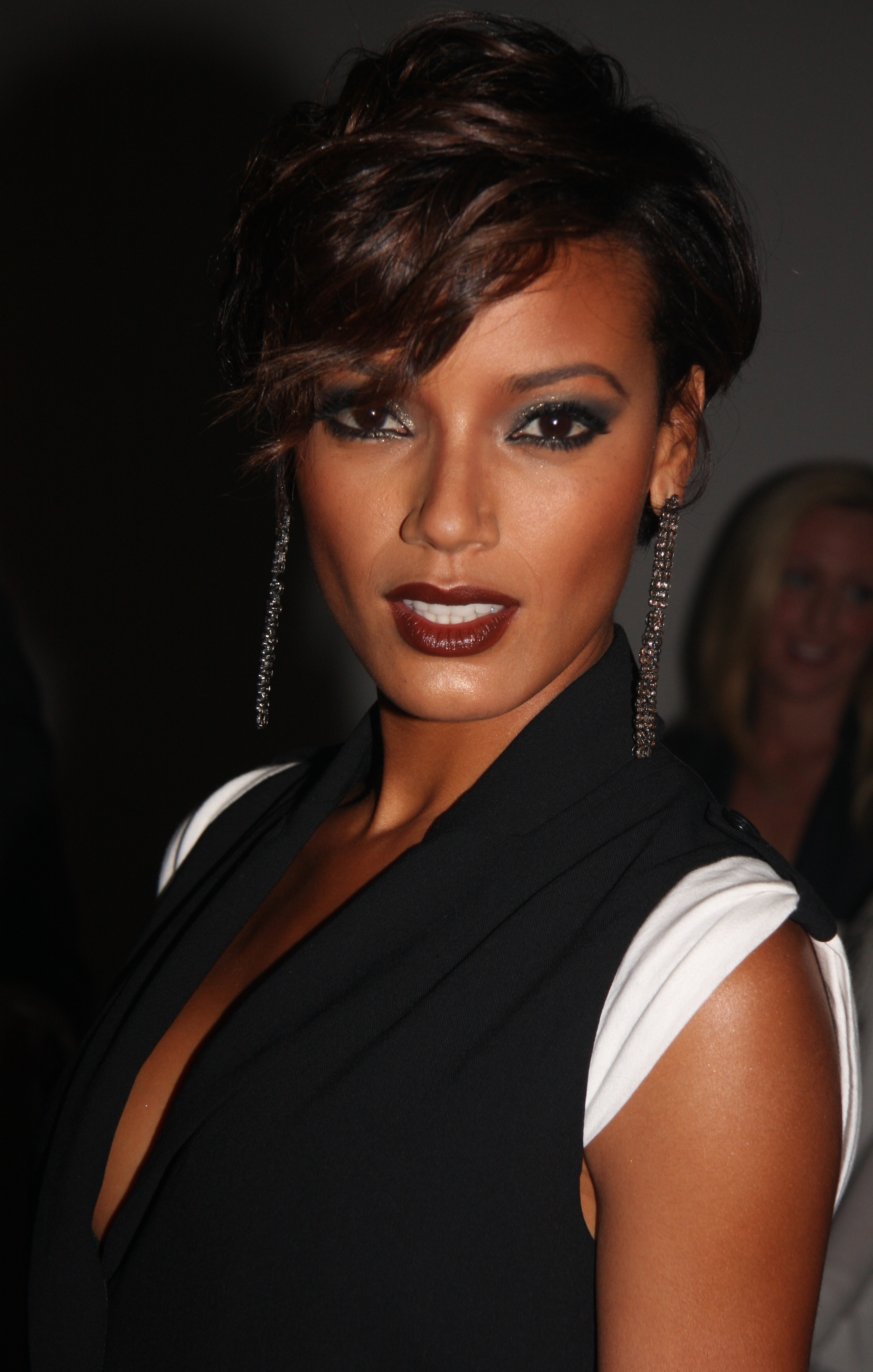
Selita Ebanks (2009)

Selita Ebanks (* 15. Februar 1983 in George Town, Kaimaninseln) ist ein von den Kaimaninseln stammendes Model. Am bekanntesten ist sie für ihre Arbeit mit Victoria’s Secret, wo sie Tyra Banks als „Engel“ ersetzt und als solcher von 2005 bis Februar 2009 gearbeitet hat.

## Karriere
Ebanks wurde mit 17 Jahren in ihrem Heimatort von einem Agenten entdeckt. Als ihre Karriere langsam bergauf ging, entschloss sie sich Brustimplantate einsetzen zu lassen. Ebanks arbeitete seither für große Marken wie Tommy Hilfiger, Levi’s, Ralph Lauren und Abercrombie & Fitch. Seit 2003 arbeitet sie für Victoria’s Secret.
Laut Forbes Magazine belegte Selita Ebanks im Jahr 2008 den zwölften Platz der bestbezahlten Models. 2010 spielte sie in Kanye Wests 35-minütigem Kurzfilm "Runaway" einen auf die Erde gefallenen Phoenix.
2011 hatte sie einen Gastauftritt in der 21. Folge der ersten Staffel in der Fernsehserie Hawaii Five-0. 2007 spielte sie sich selbst in der zehnten Folge der dritten Staffel von How I Met Your Mother.

## Privatleben
Ebanks war mit dem Rapper, Schauspieler und Comedian Nick Cannon liiert. Am 4. Oktober 2007 gab die Zeitschrift People bekannt, dass das Paar seine Beziehung beendete.